# سيلومين

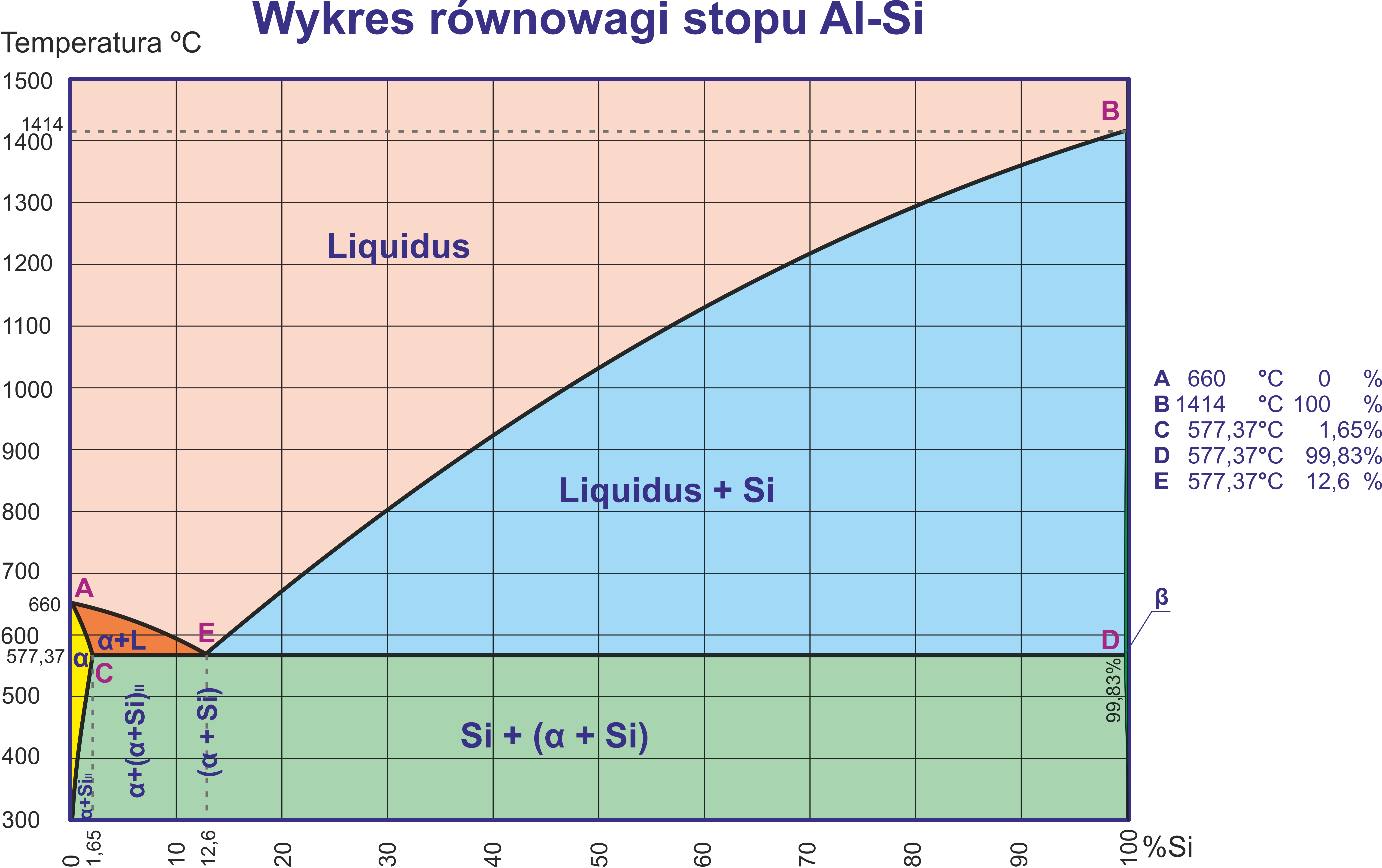
مخطط توازن الطور لسبائك الألومنيوم والسيليكون

سيلومين هو مصطلح عام يشير إلى سبائك السيليكون والألومنيوم التي تتميز بخفة الوزن وارتفاع المتانة. يتراوح محتوى السيليكون فيها من 3% إلى 25%.
تستخدم سبائك السيلومين بشكل أساسي في عمليات الصب.